# یوانما (بازیکن فوتبال، زاده ۱۹۷۷)
یوانما (انگلیسی: Juanma؛ زادهٔ ۱۳ ژانویهٔ ۱۹۷۷) بازیکن فوتبال اهل اسپانیا است.
از باشگاه‌هایی که در آن بازی کرده‌است می‌توان به باشگاه فوتبال راسینگ سانتاندر، باشگاه فوتبال اتلتیکو مادرید، باشگاه فوتبال رکریتیوو اوئلوا، باشگاه فوتبال دپورتیوو لاکرونیا، باشگاه فوتبال کادیس، باشگاه ورزشی تنریف، و باشگاه فوتبال اتلتیکو مادرید بی اشاره کرد.